# Pellenes gobiensis
Pellenes gobiensis es una especie de araña saltarina del género Pellenes, familia Salticidae. Fue descrita científicamente por Schenkel en 1936.
Habita en China, Mongolia y Rusia.